# 켈리의 영웅들
《켈리의 영웅들》(Kelly's Heroes)은 미국에서 제작된 브라이언 G. 휴튼 감독의 1970년 전쟁, 액션, 코미디 영화이다. 클린트 이스트우드 등이 주연으로 출연하였고 시드니 베커먼 등이 제작에 참여하였다.

## 등장인물

### 주연
- 클린트 이스트우드
- 텔리 사바라스
- 돈 리클스
- 캐럴 오코너
- 도날드 서덜랜드

### 조연
- 할 버클리
- 가빈 맥레오드
- 렌 레저
- 데이빗 허스트
- 로스 엘리엇
- 칼 오토 알버티

## 기타
- 협력프로듀서: 얼빙 L. 레오나르드
- 미술: 존 배리
- 의상: 안나 마리아 페오